# Сімон Бахманн
Сімон Бахманн (фр. Simon Bachmann, 17 лютого 1999) — сейшельський плавець.
Учасник Олімпійських Ігор 2020 року, де в попередніх запливах на дистанції 200 метрів батерфляєм посів 38-ме (останнє) місце і не потрапив до півфіналів.